# Альоша Асанович
Альоша Асанович (хорв. Aljoša Asanović, нар. 14 грудня 1965) — югославський та хорватський футболіст, що грав на позиції півзахисника. По завершенні ігрової кар'єри — тренер. З 2018 року входить до тренерського штабу клубу «Аль-Іттіхад».
Виступав, зокрема, за «Хайдук» (Спліт), а також національну збірну Хорватії.

## Клубна кар'єра
У дорослому футболі дебютував 1983 року виступами за команду клубу «Спліт», в якій провів один сезон. 
Своєю грою за цю команду привернув увагу представників тренерського штабу клубу «Хайдук» (Спліт), до складу якого приєднався 1984 року. Відіграв за сплітської команди наступні шість сезонів своєї ігрової кар'єри.
Згодом з 1990 по 2001 майже щороку змінював команду, за цей час встиг пограти у Франції за «Мец», «Канн» та «Монпельє», рідний «Хайдук» (Спліт), іспанський «Реал Вальядолід», англійський «Дербі Каунті», італійське «Наполі», грецький «Панатінаїкос», австрійську «Аустрію» (Відень) та в Австралії за «Сідней Юнайтед».
Завершив професійну ігрову кар'єру у клубі «Хайдук» (Спліт), у складі якого вже виступав раніше. Прийшов до команди 2001 року, захищав її кольори до припинення виступів на професійному рівні у 2002 році.

## Виступи за збірні
У 1987 році дебютував в офіційних матчах у складі національної збірної Югославії. Протягом кар'єри у національній команді, яка тривала усього 2 роки, провів у її формі три гри.
У складі збірної Хорватії протягом 1990–2000 років провів 62 матчі, був учасником чемпіонату Європи 1996 року в Англії та чемпіонату світу 1998 року у Франції, на якому команда здобула бронзові нагороди.

## Кар'єра тренера
Розпочав тренерську кар'єру, повернувшись до футболу після невеликої перерви, 2006 року, увійшовши до тренерського штабу збірної Хорватії, де пропрацював з 2006 по 2012 рік.
В подальшому входив до тренерського штабу клубу «Локомотив» (Москва), а також очолював команди клубів «ДАК 1904» та «Мельбурн Найтс», а також .
З 2018 року входить до тренерського штабу саудівського «Аль-Іттіхад», очолюваного його співвітчизником Славеном Биличем.

## Титули і досягнення
- Чемпіон Хорватії (1):

«Хайдук» (Спліт): 1994–95
- Володар Кубка Югославії (1):

«Хайдук» (Спліт): 1986–87
- Володар Кубка Хорватії (1):

«Хайдук» (Спліт): 1994–95
- Володар Суперкубка Хорватії (1):

«Хайдук» (Спліт): 1994
- Володар Кубка французької ліги (1):

«Монпельє»: 1991–92
- Бронзовий призер чемпіонату світу: 1998